# Mariana Treviño
Mariana Treviño, née le 21 novembre 1977 à Monterrey, au Nuevo León, est une actrice mexicaine.

## Filmographie

### Cinéma
- 2006 : Los secretos de Göring : une prostituée
- 2010 : Luciana
- 2010 : Busco empleo : Mariana
- 2012 : Cuestión de corbatas : Natalia
- 2013 : No sé si cortarme las venas o dejármelas largas : Carmela
- 2013 : Tercera llamada : Ceci
- 2014 : Amor de mis amores : Shaila
- 2014 : Elvira, te daría mi vida pero la estoy usando : Guille
- 2015 : Una última y nos vamos : Hilda
- 2015 : Sabrás qué hacer conmigo : Gaby
- 2016 : La vida inmoral de la pareja ideal : Beatriz
- 2017 : Cómo cortar a tu patán : Amanda
- 2018 : Overboard : Sofia
- 2018 : Eres mi pasión : Luly
- 2018 : Perfectos desconocidos : Flora
- 2019 : Polvo : Jacinta
- 2019 : Los Rodríguez y el más allá : Cristina Rodriguez
- 2019 : Dedicada a mi Ex : Victoria
- 2020 : La liga de los 5 : La Catrina
- 2022 : Le Pire Voisin au monde : Marisol
- 2023 : El sabor de la navidad
- 2023 : How the Gringo Stole Christmas : Gabbi

### Télévision
- 2013 : Cásate conmigo, mi amor : Amaya (1 épisode)
- 2013 : Alguien Más : Katy (5 épisodes)
- 2015-2019 : Club de cuervos : 43 épisodes
- 2019-2020 : La casa de las flores : Jenny Quetzal (11 épisodes)
- 2020 : Narcos: Mexico : Cecilia Rosado (3 épisodes)
- 2020-2021 : 100 días para enamorarnos : Remedios Rivera (92 épisodes)
- 2021 : Cecilia : Cecilia (8 épisodes)
- 2022 : Jusqu'à ce que le sort les sépare : Dolores et Lola